# كهوف لويس وكلارك
كهوف لويس وكلارك (بالإنجليزية: Lewis and Clark Caverns)‏؛ هي مجموعة من الكهوف التي تقع في مقاطعة جيفيرسون في الولايات المتحدة.

## السياحة
تعد «كهوف لويس وكلارك» إحدى مواقع الجذب السياحي في مقاطعة جيفيرسون في ولاية مونتانا الأمريكية.